# Maria Gloria Giani
Maria Gloria Giani Pollastrini (Livorno, 3 gennaio 1956) è un'imprenditrice italiana, che opera nel campo marittimo.

## Biografia
Maria Gloria Giani, nata in Toscana a Livorno, si è laureata nel 1979 all'Università di Pisa nella Facoltà di Lettere e Filosofia Indirizzo Europeo. Ha studiato negli Stati Uniti d'America presso l'Università privata Lake Erie College in Painesville nell'Ohio.
Dal 2003 è la presidente nazionale di W.I.S.T.A. (Women's International Shipping & Trading Association) Italia, associazione nazionale femminile dell'industria marittima italiana. Wista a livello internazionale raggruppa, al femminile, tutte le principali professioni del mondo commerciale marittimo. Wista nasce a Londra nel 1974 (presente attualmente in 35 paesi del mondo) per la volontà di tre amiche mediatrici marittime, in Italia è sorta a Genova, sede attuale, nel 1994 e nel 1999 Maria Gloria Giani ha fondato a Livorno la prima sede secondaria.
Dal 2014 è Presidente del Propeller Club Port of Leghorn, Associazione Culturale che promuove l'incontro e le relazioni tra persone che gravitano nei trasporti marittimi, terrestri, aerei; favorisce la formazione e l'aggiornamento tecnico, culturale tra tutti gli appartenenti alle categorie economiche e professionali legate alle attività marittime e dei trasporti internazionali e nazionali.
Dal gennaio del 1980 Maria Gloria Giani fa parte della Pilade Giani Spedizioni Internazionali Logistica Area marittima ed ora ricopre il ruolo di amministratore delegato e dal 1995 Pilade Giani s.r.l. (azienda di famiglia e casa di spedizioni internazionali, storica agenzia marittima fondata dal bisnonno nel 1887 a Livorno) di cui ora, oltre essere nella società di proprietà dell'azienda, ricopre il ruolo di amministratore delegato e segue in particolare il settore marketing, naturalmente le pubbliche relazioni e l'area finanza.
Docente all'Accademia italiana della marina mercantile di Genova, e di corsi in inglese per associazioni spedizionieri, promossi per il Fondo FOR.TE: il più importante tra i Fondi interprofessionali per la formazione continua, per numero di aziende che lo hanno scelto; è rappresentativo dei diversi settori economici e del tessuto imprenditoriale italiano, fatto di piccole, medie, grandi aziende. 
For.Te. è il Fondo paritetico per la formazione continua dei dipendenti delle imprese che operano nel Terziario: Commercio, Turismo, Servizi, Logistica, Spedizioni, Trasporti. Possono aderire al Fondo le imprese italiane che operano in tutti i settori economici. Promosso da Confcommercio, Confetra e Cgil, Cisl, UIL, For.Te. opera a favore delle imprese aderenti e dei loro dipendenti. L'obiettivo principale di For.Te. è favorire l'utilizzo della formazione continua da parte delle aziende e dei lavoratori.
Da giugno 2010 Maria Gloria Giani è l'unico membro italiano della Task Force creata appositamente dalla Commissione dell’Unione Europea D.G. MOVE (Direzione Generale Mobilità e trasporti) per varare le nuove politiche di ingaggio dei marittimi nella flotta dell'Unione europea fino al 2018.
Per il costante impegno nella diffusione della cultura imprenditoriale marittima in Italia e per la sua dedizione all'associazionismo femminile legato al mondo del mare e no, Maria Gloria Giani ha ricevuto dal 2005 ad oggi, il Premio per l'imprenditoria femminile Minerva (ricevuto a Roma presso la Sala della Protomoteca in Campidoglio nel novembre 2005), il Premio Navigare Informati - Fiera di Genova per la diffusione e la cultura del mare (ricevuto presso Comando Generale del Corpo delle Capitanerie di Porto - Guardia Costiera settembre 2008), il Premio Profilo Donna per la professione e l'associazionismo (ricevuto nel Teatro Pavarotti di Modena nel novembre 2009) ed il Premio Alghero Donna sezione Speciale (maggio 2010). Il suo credo, dopo la sua azienda, è quello di incentivare costantemente la formazione femminile nel settore marittimo.
Maria Gloria Giani dal 2008 è sposata con l'ammiraglio italiano Ispettore Capo (CP) Raimondo Pollastrini del Corpo delle Capitanerie di Porto, prematuramente deceduto a Ferragosto del 2013.

## Riconoscimenti
- 2005 - Premio per l'imprenditoria femminile Minerva
- 2008 - Premio Navigare Informati - Fiera di Genova per la diffusione e la cultura del mare
- 2009 - Premio profilo Donna per la professione e l'associazionismo
- 2010 - Premio Alghero Donna